# Benzocyclobuten
Benzocyclobuten (BCB) ist ein aromatischer Kohlenwasserstoff, bei dem ein Benzolring mit einem Cyclobutanring anelliert ist.

## Gewinnung und Darstellung
Benzocyclobuten kann durch photochemische Desulfonylierung von 1,3-Dihydroisothianaphthen-2,2-dioxid gewonnen werden. Es wurde zuerst 1909 durch Hans Finkelstein durch 1,4-Elimination von Brom von einem α,α,α,α-Tetrabrom-o-xylen gewonnen werden.
Derivate können durch aus Ketoaryliodiden im Rahmen intramolekularer Palladium(II)-katalysierter Methylen-C(sp3)-H-Arylierungen dargestellt werden.

## Verwendung
BCB wird häufig für die Herstellung lichtempfindlicher Polymere verwendet (z. B. Fotolack). In der Mikrosystemtechnik werden BCB-basierte Polymere auch als Dielektrika eingesetzt; BCB hat eine relativ niedrige Permittivität εr von 2,64 bis 2,66. Weitere Anwendungen in diesem Bereich sind der Einsatz beim Waferbonden, für die Herstellung optischer Verbindungen oder auch für intrakortikale neuronaler Implantate. Die dünnen Schichten werden in der Regel durch Rotationsbeschichtung auf die Substrate aufgebracht.